# Ion Achimescu
Ion Achimescu (n. 18 februarie 1870, Stignița, azi în județul Mehedinți – d. 1925) a fost un poet și traducător român. S-a remarcat ca traducător de limba engleză, adaptând în limba română mai multe povestiri ale lui Edgar Allan Poe.

## Biografie
A urmat școala primară și gimnaziul la Turnu Severin, după care a absolvit o școală militară în București. A fost ofițer de artilerie în Armata Română, având în anul 1902 gradul de locotenent, în 1908 gradul de căpitan și în 1915 gradul de maior în serviciile de intendență ale armatei. În paralel cu atribuțiile militare, a desfășurat și o activitate publicistică măruntă. A scris versuri și proză, debutând în anul 1894 cu o poezie publicată în revista Vieața.
A realizat traduceri din limbile franceză și engleză, manifestând o preferință pentru literaturile engleză și americană, mai puțin cunoscute în România. Scrierile originale și traducerile sale au fost publicate de obicei în Liga literară, Foaia pentru toți și Foaia populară (1901-1903) și mai rar în revistele Carmen, Adevărul ilustrat și Floare-albastră. Primul volum publicat, Spicuiri (1899), conținea traduceri mărunte din scriitori englezi și americani, precum John Ruskin (o notiță biografică, plus două scrieri nesemnificative), Charles Dickens, Arabella C. Winter, T.G. Smollett, Richard Jefferies și Washington Irving. Volumul Din sferi senine (1904) este o colecție a scrierilor apărute prin reviste.
Ion Achimescu rămâne cunoscut prin traducerile unor povestiri cunoscute ale lui Edgar Allan Poe („Adevărul asupra cazului domnului Voldemar”, „Morella”, „Ligeia”, „Eleonora”, „Masca”, „Umbră – O parabolă”) ce au apărut în revistele vremii, iar autorul a anunțat în 1904 că pregătește un volum de traduceri ale scrierilor lui Poe. Volumul Nuvele alese a fost tipărit în 1912 de Tipografia Dor. P. Cucu din București și conținea, printre altele, povestirile „Eleonora” (pp. 18–27), „Ligeia” (pp. 28–52), „Morella” (pp. 53–61) și „Masca” (pp. 62–70). De asemenea, a mai tradus poemul „Evangelina” și câteva fragmente din romanul Hyperion ale lui H.W. Longfellow.

## Scrieri
- Spicuiri de I. Achimescu, hărăzite iubitorilor de adevăr și dreptate. Culegeri din englezește, Tip. și Fonderia de Litere Thoma Basilescu, București, 1899;
- Femeea și Notițe biografice, Tip. Carmen-Sylva, București, 1901;
- Jubileul de 25 ani al proclamării independenței, Tip. Viitorul Nicolae N. Voicu, București, 1902.
- Din sferi senine. Schițe, Pasteluri, Impresii și Reflecții, Stab. de Arte Grafice Universala, București, 1904.
- Mijloacele și dispozițiunile ce au slujit la hrănirea trupelor în Răsboiul Ruso-Japonez 1904-1905 din Extremul Orient, Stab. de Arte grafice Albert Baer, București, 1908.
- Învățăminte trase din Campania 1913 asupra Serviciului de intendență în Comandamente și Lichidării rechizițiunilor, Inst. de Arte Grafice Tipografia Românească, București, 1915.

## Traduceri (selecție)
- E.A. Poe: „Adevărul asupra cazului domnului Voldemar”, 1893; „Morella”, 1894;[6]:p. 199 „Ligeia”, 1897; „Eleonora”, 1899; „Masca”, 1912; „Umbră – O parabolă”; povestirile au fost incluse ulterior în vol. Nuvele alese, București, 1912;
- Maxime Villemer: „Păianjenul”, 1894; „Pomul de Crăciun (legendă germană)”, 1895;
- Paul de Pontsevrez: „Pumnul cu sare”, 1895;
- Anatole France: „Leslie Wood”, 1895;
- Charles Dickens, John Ruskin, T.G. Smollett, Washington Irving, Arabella C. Winter, în Spicuiri, București, 1899;
- H.W. Longfellow, „Hyperion (fragment)”, 1901; „Evangelina”, 1902;
- Richard Jefferies: „Bucuria vieții”, 1901;
- Alfred Wellesley Ress, „Arta în campanie”, 1901.